# Poiana (Dâmbovița)
Poiana es una comuna ubicada en el distrito de Dâmbovița, Rumania.

## Superficie
Posee una superficie de 27,06 kilómetros cuadrados.

## Demografía
Hasta 2021 la población era de 3495 habitantes, con una densidad de población de 129,2 habitantes por kilómetro cuadrado.